# دائرة عين الباردة
دائرة عين الباردة إحدى دوائر  ولاية عنابة الجزائرية .  عاصمتها هي عين الباردة  وتضم بلديات  : 
- عين الباردة
- العلمة
- الشرفة